# Jeremiás könyve
A Jeremiás könyve az Ószövetség egyik protokanonikus prófétai könyve. A hagyomány szerint Báruk gyűjtötte össze Jeremiás szavait. A 4-es számú qumráni barlangban találtak Jeremiás könyvéből való részleteket. Megírása és későbbi szerkesztése az i. e. 6. század második felétől az i. e. 2. századig tartott.

## A szerző
Anatótban született, nem messze Jeruzsálemtől, Kr. e. 645 körül. Ebjátár főpaptól származott, papi családban nőtt fel. Jeremiás az Ószövetség egyik nagy próféta egyénisége. Kr. e. 627-ben kapta Istentől prófétai küldetését: "gyomlálj, rombolj, pusztíts és szétszórj és építs és ültess." Jeruzsálem pusztulását hirdette, és azt, hogy eljön az "Újszövetség", amely az "ember szívébe lesz írva". Sokan látták Jézusban a visszatérő Jeremiást. Árulónak bélyegezték kalodába zárták és ciszternába dobták, szinte mindenki ellensége lett.

## A könyv
Jeremiás könyve keletkezésére több elmélet is létezik. A legáltalánosabban (többek között a katolikus egyház által) elfogadott elmélet szerint a könyv mai szövege jórészt későbbi redakció eredménye, amely a próféta fennmaradt gondolatait dolgozza fel. A szövegek elemzése négy különböző forrásra utal:
- én-beszámolók (prófétai mondások)
- ő-beszámolók (az ún. Báruk-életrajz)
- a deuteronomisztikus nyelvvel és teológiával kapcsolatban lévő prózai beszédek
- jövendölések az üdvösségről

Ezeket a babiloni fogság alatt és után szerkesztették egységes művé, amely során a szerkesztő saját gondolatai alapján szerkesztette meg az anyagot. A folyamat még a Kr. e. 2. században is bizonyíthatóan tartott.

### Szerkezete
- Fenyegető próféciák Júda és Jeruzsálem ellen. 1-25.
- Az üdvösség ígérete 26-35.
- Elbeszélések Jeremiás életéből 36-43.
- Fenyegető próféciák a pogány nemzetek ellen 46-51.
- Függelék. 52.[1]

## Mondanivalója
Júda, és a templom katasztrofális pusztulását nem volt könnyű hirdetnie a prófétának. A hamis próféták a politikusok szája íze szerint jövendöltek, és úgy gondolta a nép, hogy a templomban való istentiszteleten való részvétel miatt őket semmi baj nem érheti el. Jeremiás példát mutat, amikor szembeszáll a hamis biztonságérzettel, alapvető érték az Istenhez való hűség. Hirdette, hogy Isten akkor is szereti a népet amikor büntetés alá kerül, fogságba kerül. Erősen hitt abban, hogy lesz új kezdet, amit ő már nem fog megélni.